# Viktor Petrovics Szavinih
Viktor Petrovics Szavinih (oroszul: Ви́ктор Петро́вич Савины́х) (Berjozkini, 1940. március 7. –) szovjet űrhajós.

## Életpálya
1969-ben Moszkvában geodéziából és térképészetből szerzett diplomát. 1985-ben műszaki tudományokból doktori jelöltje, 1995-ben a műszaki tudományok doktora. A moszkvai Geodéziai és térképészeti egyetem rektora, a Fotográfiai Intézet vezetője. 1978. december 1-től részesült űrhajóskiképzésben. 252 napot, 17 órát és 38 percet töltött a világűrben. Űrhajós pályafutását 1989. február 9-én fejezte be.

## Űrrepülések
- Szojuz T–4 kutatómérnökeként repült az űrállomásra,
- Szojuz T–13 fedélzetén kutatómérnökként indult a Szaljut–7 űrállomásra, a Szojuz T–14  fedélzetén érkezett vissza a Földre,
- Szojuz TM–5 kutatómérnökeként repült a világűrbe, a Szojuz TM–4-el érkezett vissza a Földre.

Bélyegen is megörökítették az űrrepülését.

### Tartalék személyzet
- Szojuz T–3 tartalék fedélzeti mérnök,
- Szojuz T–7 tartalék fedélzeti mérnök,
- Szojuz T–8 tartalék űrhajós,
- Szojuz T–10 tartalék fedélzeti mérnök,
- Szojuz T–12 tartalék fedélzeti mérnök,
- Szojuz TM–3 tartalék fedélzeti mérnök,

## Kitüntetések
Kétszer kapta meg a Szovjetunió Hőse kitüntetést.

## Külső hivatkozások
- Viktor Petrovics Savinyin. spacefacts.de. (Hozzáférés: 2012. április 15.)
- Viktor Petrovics Savinyin. astronautix.com. (Hozzáférés: 2012. április 15.)
- Viktor Petrovics Savinyin. warheroes.ru. (Hozzáférés: 2012. április 15.)